# Isle Hessner
Isle Hessner (Lise Hessner, født 1962 Nanortalik)[kilde mangler] er en grønlandsk billedkunstner.

## Baggrund
Isle Hessner er født og opvokset i Nanortalik og Qaqortoq.[kilde mangler] Hun er uddannet både fra Grønlandsk Kunstskole og Nova Scotia College of Art and Design i Canada og er yderligere Bachelor of Fine Arts fra University of Colorado Springs i USA.[kilde mangler]

## Arbejde
Isle Hessner arbejder særligt med skulpturer og har skabt både ”kajakfamilien”, tre kajakker foran Grønlands Kulturhus Katuaq i Nuuk, og skulpturen til grønlands fangerkoner, som udgøres af tre af grønlandske kvindeknive, ulu, tæt på Ilisimatusarfik, Grønlands Universitet i Nuuk.

### Udvalgte udsmykninger
- MS FRAM[3]
- Grønlands Kulturhus Katuaq[1]
- Grønlands universitet Ilisimatusarfik[2]